# Wendell & Wild
Wendell & Wild é um longa-metragem estadunidense de comédia de terror que se utiliza da técnica de animação, stop motion, lançado em 2022 dirigido por Henry Selick a partir de um roteiro escrito por Selick e Jordan Peele - que também atuam com produtores - baseado no livro inédito de Selick e Clay McLeod Chapman de mesmo nome. É estrelado por Keegan-Michael Key e Jordan Peele como os protagonistas, além de Angela Bassett, Lyric Ross, James Hong e Ving Rhames em papéis coadjuvantes. Este foi o primeiro longa-metragem de Selick desde Coraline (2009). O longa ainda foi indicado ao 28.º Critics' Choice Awards na categoria Melhor Animação.
Selick começou a desenvolver seu longa em stop-motion com Key e Peele definido para atuar em novembro de 2015. Os direitos de distribuição foram adquiridos pela Netflix em março de 2018. Outro elenco de voz foi confirmado em março de 2022. A produção foi feita remotamente durante a pandemia de COVID-19 e as filmagens ocorreram em Portland, Oregon.
Ele estreou no 47º Festival Internacional de Cinema de Toronto em 11 de setembro de 2022, lançou em alguns cinemas em 21 de outubro de 2022 e foi inserido ao catálogo da Netflix em 28 de outubro de 2022. Recebeu críticas geralmente positivas dos críticos que receberam bem o retorno de Selick e elogiaram sua animação e personagens em stop-motion, mas criticou seu roteiro. O filme é dedicado a Mark Musumeci, um consultor de eletricidade que trabalhou em quase todos os filmes stop-motion anteriores de Selick desde The Nightmare Before Christmas, que morreu durante a produção.

## Elenco
- Keegan-Michael Key como Wendell
- Jordan Peele como Wild
- Lyric Ross como Katherine "Kat" Koniqua Elliot
  - Serelle Strickland como Kat Jovem
- Angela Bassett como Sister Helley
- James Hong como Father Best
- Ving Rhames como Buffalo Belzer
- Sam Zelaya como Raúl Cocolotl
- Tamara Smart como Siobhan Klaxon
- Gary Gatewood como Delroy Elliot
- Gabrielle Dennis como Wilma Elliot
- Maxine Peake como Irmgard Klaxon
- David Harewood como Lane Klaxon
- Igal Naor como Manberg
- Seema Virdi como  Sloane
- Ramona Young como Sweetie
- Natalie Martinez como Marianna Cocolotl
- Tantoo Cardinal como Ms. Hunter
- Michele Mariana como Sister Daley / Sister Chinstrap
- Phoebe Lamont como Bearzebub
- Nick E. Tarabay como Fawzi
- Joe Tran como Dr. Ngo
- Caroline Crawford como Cassandra & Sukie Jordan

## Lançamento

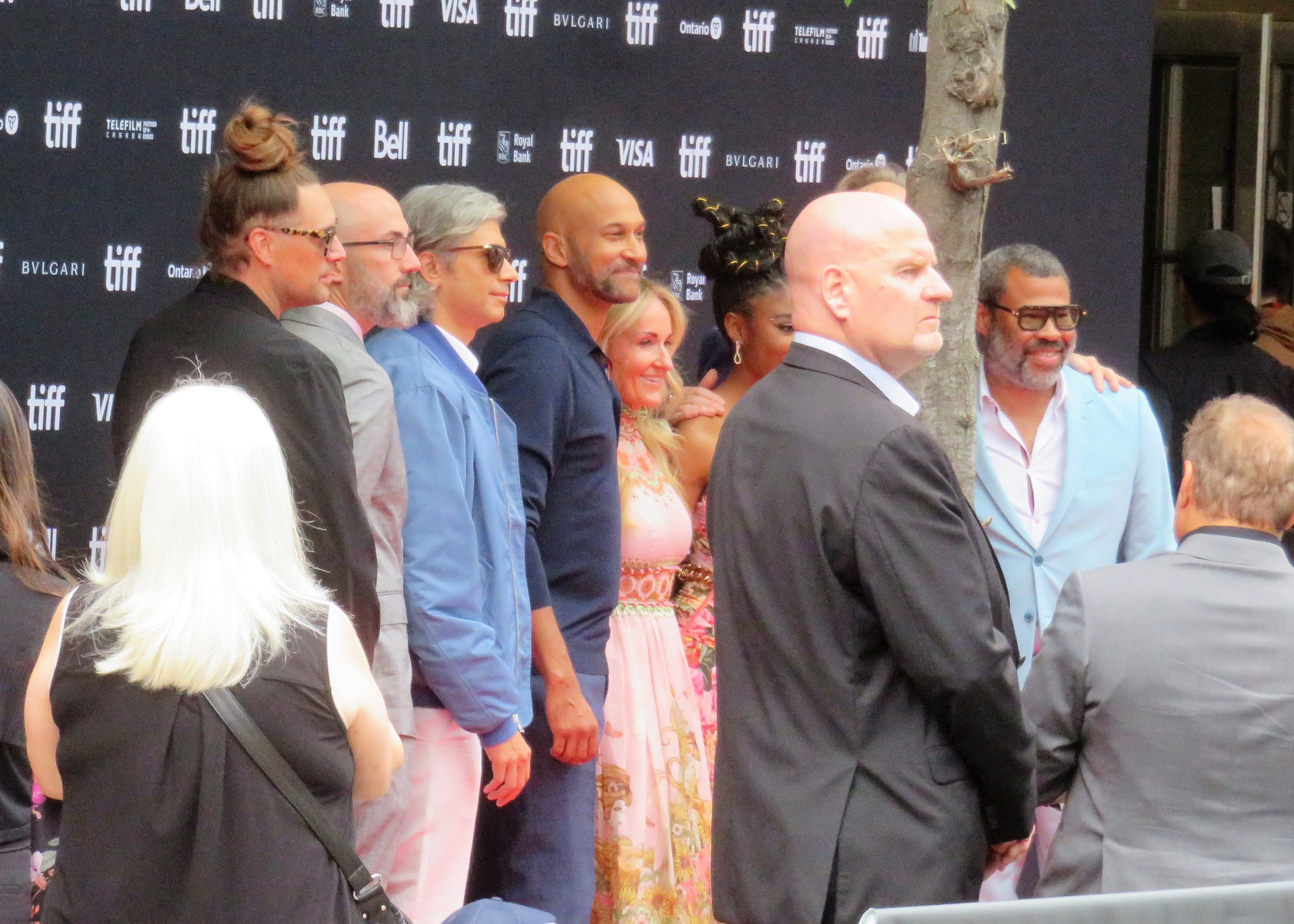
O elenco e a equipe no Festival de Cinema de Toronto em 2022

Wendell & Wild estreou no Festival Internacional de Cinema de Toronto em 11 de setembro de 2022 e foi lançado em cinemas selecionados em 21 de outubro de 2022, antes de sua estreia na Netflix em 28 de outubro de 2022.
Em 6 de novembro de 2018, a Netflix anunciou que estaria disponível para streaming em 2021. Em 18 de julho de 2019, Key anunciou que o filme estava planejado para ser lançado no final de 2020. Em 14 de janeiro de 2021, o CEO da Netflix, Ted Sarandos, revelou que o o lançamento seria movido para "2022 ou posterior" visando atender aos critérios da Netflix de lançar seis filmes de animação por ano. Simon & Schuster adaptaria o roteiro em forma de romance, para vincular ao lançamento do filme.

## Recepção

### Resposta da Crítica
No site agregador de críticas, Rotten Tomatoes, 80% das 116 críticas dos críticos são positivas, com uma classificação média de 6,8/10. O consenso do site diz: "Ostentando maravilhas visuais para combinar com sua história ambiciosa e inclusiva, Wendell & Wild é um deleite assustador para os fãs de terror em ascensão". Metacritic, que usa uma média ponderada, atribuiu ao filme uma pontuação de 69 em 100, com base em 31 críticos, indicando "críticas geralmente favoráveis".

### Prêmios e Indicações
| Prêmios                                       | Data da Cerimônia      | Categoria                                          | Indicados          | Resultado | Ref.   |
| --------------------------------------------- | ---------------------- | -------------------------------------------------- | ------------------ | --------- | ------ |
| Hollywood Music in Media Awards               | 16 de Novembro de 2022 | Melhor Trilha Sonora Original em Filme de Fantasia | Bruno Coulais      | Indicado  | [ 18 ] |
| Washington D.C. Area Film Critics Association | 12 de Dezembro de 2022 | Melhor Animação                                    | Wendell & Wild     | Indicado  | [ 19 ] |
| St. Louis Gateway Film Critics Association    | 18 de Dezembro de 2022 | Melhor Animação                                    | Wendell & Wild     | Indicado  | [ 20 ] |
| Alliance of Women Film Journalists            | 5 de Janeiro de 2023   | Melhor Animação                                    | Wendell & Wild     | Indicado  | [ 21 ] |
| Alliance of Women Film Journalists            | 5 de Janeiro de 2023   | Melhor Animação Feminina                           | "Kat" (Lyric Ross) | Indicado  | [ 21 ] |
| San Diego Film Critics Society                | 6 de Janeiro de 2023   | Melhor Animação                                    | Wendell & Wild     | Indicado  | [ 22 ] |
| Critics' Choice Movie Awards                  | 15 de Janeiro de 2023  | Melhor Animação                                    | Wendell & Wild     | Indicado  | [ 23 ] |

## Ligações Externas
- Wendell & Wild na Netflix.
- Wendell & Wild. no IMDb.
- «Wendell & Wild» (em inglês) no Rotten Tomatoes